# Hermann Paul Reißhaus

Paul Reißhaus

Hermann Paul Reißhaus (* 29. September 1855 in Burg bei Magdeburg; † 5. September 1921 in Schwarzburg) war ein deutscher Politiker (SPD) und Reichstagsabgeordneter.

## Leben und Wirken
Paul Reißhaus wurde als Sohn eines Schneidermeisters geboren. Nach dem Besuch der Volksschule in Burg in den Jahren 1861 bis 1869 erlernte Reißhaus von 1869 bis 1872 den Schneiderberuf. 1874 schloss er sich der Sozialdemokratischen Partei Deutschlands (SPD) an. Reißhaus war verheiratet mit Anna Schumann (1859–1945) und hatte zwei Kinder: Oswald Reißhaus (1877–1934) und Elfriede Reißhaus (1893–1944).
Im Jahr 1878 machte er sich als Schneidermeister selbstständig. 1880 wurde Reißhaus aufgrund des Sozialistengesetzes von 1878 aus Berlin ausgewiesen und ließ er sich in Erfurt  am 1. Dezember 1880 nieder. Im Adressbuch von 1882 lautete sein Eintrag: Reißhaus Hermann Paul, Schneidermeister, Löberstr.14. Im Kampf gegen das Sozialistengesetz bot das Krankenkassengesetz Möglichkeiten zur legalen politischen Arbeit. Wilhelm Liebknecht besuchte am 20. Februar 1882 die Erfurter Sozialdemokraten, um sie zu unterstützen, ebenso Max Kayser im Juli 1882. Bei der Reichstagswahl 1884 erhielten die Sozialdemokraten in der Stadt Erfurt erstmals mit 2662 Stimmen die meisten Stimmen in dieser Stadt. 1884 wurde ihm das Recht entzogen, Drucksachen zu verbreiten.
Ab 1889 fungierte er als Herausgeber der Thüringer Tribüne,  des publizistischen Hauptorgans der thüringischen Sozialdemokratie. In der ersten Nummer der „Thüringer Tribüne. Organ für jedermann aus dem Volke“ vom 1. September 1889 schrieb Reißhaus: „Die ‚Thüringer Tribüne‘ vertritt eine sozialistisch-demokratische, alle Interessen des Volkes umfassende Politik, strebt die Verbesserung der Lage des Arbeiterstandes, die Erhöhung der Volksbildung an und wirkt für die Einführung des allgemeinen, gleichen und direkten Wahlrechts für alle parlamentarischen Körperschaften“.
Vom 14. bis zum 21. Juli 1889 nahm Reißhaus am Gründungskongress der II. Internationale in Paris teil.,  Im Oktober 1891 eröffnete Reißhaus den Erfurter Parteitag der SPD, auf dem das Erfurter Programm beschlossen wurde, das die Parteilinie über Jahrzehnte prägen sollte. 1892 wurde Reißhaus Inhaber eines Damen- und Herrenmodeartikelgeschäfts in Erfurt. Reißhaus war zu dieser Zeit auch Mitbegründer des Deutschen Schneider- und Schneiderinnenverbandes sowie von 1888 bis 1892 Vertrauensmann und Geschäftsführer des Verbandes.
Bei der Reichstagswahl 1890 erhielt er 7215 Stimmen und in der Stichwahl, in der er unterlag, 8496 Stimmen. Bei dieser Wahl warb er mit einem Flugblatt „Nieder mit dem Kartell! den Bedrückern des Volks, den Vertheuerern der Lebensmittel“.  Von Juni 1893 bis Januar 1907 und von Januar 1912 bis November 1918 saß Reißhaus als Abgeordneter der SPD für den Reichstagswahlkreis Herzogtum Sachsen-Meiningen 2 im Reichstag des Kaiserreiches.
Die Tribüne. Organ für die Interessen des gesamten werktätigen Volkes vom 2. Juli 1911 rief ganz im Sinne von Paul Reißhaus zum „Kampfe wider die Dreiklassenschmach“ auf.  Noch am 30. Juli 1914 forderten die Erfurter Sozialdemokraten auf einer Versammlung mit Transparenten „Krieg dem Kriege“. Auf der Fraktionssitzung der Sozialdemokraten im Reichstag am 4. August 1914 gehörte Paul Reißhaus zu denjenigen, die die Kriegskredite bewilligten und am 12. November 1914 bekannte sich der sozialdemokratische Verein in Erfurt unter dem Einfluss von Reißhaus für den „Burgfrieden“. Reißhaus hatte aber auch Zweiffel an der politischen Linie der Parteiführung. So unterzeichnete er am 21.  Dezember 1915 eine Erklärung gegen die Bewilligung der 5. Kriegskredite und verließ vor der Abstimmung im Reichstag den Plenarsaal. Am 25. März 1916 sprach er sich gegen den Ausschluss der 18 Abgeordneten aus, die dann die Sozialdemokratische Arbeitsgemeinschaft bildeten. Reißhaus blieb in der Fraktion. Im Januar 1917 sprach er in Erfurt über seine Sicht auf die Politik der SPD: „Die eigentliche Ursache der Spaltungserscheinungen sei die gesamte Politik, die von den Vertretern der Mehrheit seit dem 4. August 1914 betrieben werde. […] Die alte Mehrheit wolle die Partei in eine reformsozialistische Partei umwandeln. Das sei klipp und klar Ziel der Mehrheitsvertreter. […] Die Beseitigung der kapitalistischen Gesellschaftsordnung war das Hauptziel der alten sozialdemokratischen Partei. Jetzt wollen sie am Tisch der Regierung Platz haben“.
Am 8. November 1918 begann in Erfurt die Novemberrevolution. Vorsitzende des Arbeiter- und Soldatenrats wurden Reißhaus und Theodor Cassau. Der Arbeiter- und Soldatenrat forderte die „Sozialistische Republik Deutschland“, Versammlungs- und Demonstrationsfreiheit, Aufhebung der Zensur und die Freilassung aller politischen Gefangenen. Doch wurde auch schnell integriert. So akzeptierte Oberbürgermeister Hermann Schmidt am 9. November 1919 Reißhaus und Richard Friedrich vom Arbeiter- und Soldatenrat als Magistratsmitglieder.
Im Januar 1919 wurde er als Kandidat der SPD für den Wahlkreis 36 (Thüringen) in die Weimarer Nationalversammlung gewählt. In einem Flugblatt, dass auch Reißhaus verbreitete heißt es: „Demnach wird die Nationalversammlung einer Zusammensetzung erfahren, die alle kapitalistisch reaktionären Bestebungen niederhalten wird. Für immer ist die alte Kapitals- und Gewaltherrschaft in Reiche gestürzt“. Diese Hoffnung sollte sich als irreal herausstellen.
Bei der Reichstagswahl vom Juni 1920 wurde er als Kandidat der SPD für den Wahlkreis 13 (Thüringen) in den ersten Reichstag der Republik gewählt, dem er bis zu seinem Tod im September 1921 angehörte. Reißhaus fehlte in der ersten Sitzung des Reichstages vom 24. Juni 1920 und ist auch mit keinem Redebeitrag in den Protokollen erwähnt. Reißhaus’ Mandat wurde anschließend von seiner Parteikollegin Wilhelmine Eichler fortgeführt. Daneben war er ab 1911 Stadtverordneter in Erfurt.
Paul Reißhaus wurde auf dem Erfurter Hauptfriedhof begraben.
Nachlassverwalter von Paul Reißhaus war der im Jahr 1879 geborene SPD-Parteiveteran Eduard Amborn, der spätere Bürgermeister von Burghausen, der auf dem Vereinigungsparteitag am 22. April 1946 den gedrechselten Wanderstab August Bebels an Otto Grotewohl und Wilhelm Pieck übergab, den Reißhaus von Bebel auf dem Erfurter Parteitag 1891 erhalten hatte. Ein Teil des schriftlichen Nachlasses von Reißhaus befindet sich im Stadtarchiv Erfurt.

## Würdigungen
Nach ihm ist die Reißhausstraße in Erfurt und Weimar benannt.

## Veröffentlichungen
Periodika an denen er mitarbeitete:
- Thüringer Tribüne. Sozialdemokratisches Organ für Thüringen. Verlag Reißhaus & Co., Erfurt 1889 bis Nr. 224 vom 25. September 1897.
- Thüringer Tribüne. Sonntagsblatt. Verlag Reißhaus & Co., Erfurt  5. Juli 1896 bis Nr. 38, 19. September 1897.
- Tribüne. Organ der Sozialdemokratie für Thüringen und den Regierungsbezirk Erfurt.[26] Verlag Reißhaus & Co., Erfurt 1897–1933.[27]

Einzelartikel:
- „Die Kinderarbeit in der Sonneberger Spielwaren-Industrie“, in: Die neue Zeit. Wochenschrift der deutschen Sozialdemokratie, 20. Jg. (1901–1902), 1. Bd. (1902), Heft 17, S. 531–533. Digitalisat
- „Der Heimarbeiterkongreß“, in: Die neue Zeit. Wochenschrift der deutschen Sozialdemokratie, 22. Jg. (1903–1904), 1. Bd. (1904), Heft 20, S. 643–645. Digitalisat